# ダム・マネー ウォール街を狙え!
『ダム・マネー ウォール街を狙え!』（ダム・マネー ウォールがいをねらえ、原題：Dumb Money）は、2023年のアメリカ合衆国のコメディドラマ映画。監督はクレイグ・ギレスピー、出演はポール・ダノとシェイリーン・ウッドリーなど。
2021年に個人投資家たちがコンピュータゲーム小売店GameStopの株価をつり上げた「ゲームストップ株騒動」を、ベン・メズリックのノンフィクション書籍『The Antisocial Network (en) 』を原作として映画化した作品である。

## ストーリー
マサチューセッツ州ブロックトンで金融アナリストとして働く中流階級の男性キース・ギルは、フォーラムサイトRedditの株式市場を扱うサブレディット (r/WallStreetBets) の常連である。彼はまた、ローリング・キティ (Roaring Kitty) というハンドルネームを使い、YouTubeのライブ配信を通じて自身の意見も発信していた。家族を養うのに奮闘する彼の配信活動は、弟のケビンからはオタクっぽいゴミだと馬鹿にされている。
2020年7月、COVID-19パンデミックの真っ只中、キースはビデオゲーム小売業者GameStopの株価が下落していることに気づく。彼は貯蓄を注ぎ込んで同社の株を購入し、視聴者に向けて定期的に最新情報を配信する。ケビンやキースの知り合いは時間の無駄だと主張していたが、2021年1月までにはRedditでの活動から、メルビン・キャピタル・マネジメントとその創設者ゲイブ・プロトキンを含むいくつかのヘッジファンドが、GameStopのチェーンが閉鎖されると想定して同社の株を空売りしていたことが明らかになる。これにより、生活苦の看護師ジェニファー、GameStop小売店従業員マルコス、テキサス大学オースティン校のレズビアンカップルのリリとハーモニーを含むオンライン投資家たちが積極的に株を買い始め、株価は上昇する。プロトキンやその他の投資会社のCEOは数億ドルもの損失を出し、キースは金融の第一人者として称賛されるようになった。
しかし前述のサブレディットが「扇動的で下品なコンテンツ」という理由で一時的に閉鎖され、GameStop株のパニック売りが急増したことで事態は一変する。オンライン投資家の多くが利用していた手数料無料の株式取引アプリであるロビンフッドは、取引の増加を受けて売却代金を十分に支払うことができなくなってしまう。ロビンフッドの共同CEOブラッド・テネフは、ヘッジファンドであるシタデルの所有者ケン・グリフィンの要請を受け、生じた未払いのNSCC要件を賄うのに十分な資本をロビンフッドが確保するまで、GameStop株の取引を停止させる。ロビンフッドは必要な30億から40億ドルを調達することができたものの、その行為は世間からの反発を受け、米国下院の証券取引委員会による調査が行われる。テネフ、グリフィン、プロトキン、キースの4人が召喚状を受け、前者3人はこの混乱における役割について、キースは状況を利用して大衆を騙し、利益を得た疑いについて問われる。投資家たちが自分たちの行動を弁護しようと奮闘する中、キースは不正行為を断固として否定し、投資について少しでも知識のある者なら、あの状況では誰もがやるであろうことをやっただけであると主張した。
その後、プロトキンはこの件で出た純損失のためメルビン・キャピタルを閉鎖せざるを得なくなる。ロビンフッドは数件の訴訟の対象となりながらも2021年に新規上場を果たす。しかし株価は急落し、2年後には最高値の90％以下へと落ち込んだ。ハーモニーは売却益を使って家族の借金を返済し、リリとの関係を継続している。マルコスはGameStop株の半分を売却した後も小売り店で働きつづけることを選択した。売りどきを逃したジェニファーは損失を抱えたまま、株を保持している。キースは世間の注目を避けるためYouTubeの配信から引退、株の一部を売却してケビンにポルシェをプレゼントする。

## キャスト
- キース・ギル（英語版）: ポール・ダノ - 個人投資家。
- ケビン・ギル: ピート・デヴィッドソン - キースの弟。
- スティーヴ・コーエン（英語版）: ヴィンセント・ドノフリオ - ヘッジファンドマネージャー。
- ジェニー: アメリカ・フェレーラ - 看護師。
- ケン・グリフィン: ニック・オファーマン - ヘッジファンドマネージャー。
- マルコス・ガルシア: アンソニー・ラモス - GameStopの店員。
- ゲイブ・プロトキン（英語版）: セス・ローゲン - ヘッジファンドマネージャー。
- ハーモニー・ウィリアムズ: タリア・ライダー
- ブラッド・テネフ（英語版）: セバスチャン・スタン - ロビンフッドの創業者兼CEO。
- キャロライン・ギル: シェイリーン・ウッドリー - キースの妻。
- スティーヴ・ギル: クランシー・ブラウン - キースの父。
- ブラッド: デイン・デハーン - マルコスの上司。
- ヤアラ・プロトキン: オリヴィア・サールビー - ゲイブの妻。
- リリ: マイハラ・ヘロルド - レズビアン。

## 作品の評価
Rotten Tomatoesによれば、235件の評論のうち高評価は84%にあたる198件で、平均点は10点満点中6.9点、批評家の一致した見解は「実際の株騒動を観客が楽しめるように脚色した『ダム・マネー ウォール街を狙え!』は、話を完全には語っていないかも知れないが、それでもなお激しく面白い。」となっている。
Metacriticによれば、53件の評論のうち、高評価は36件、賛否混在は14件、低評価は3件で、平均点は100点満点中66点となっている。